# Résistance au séisme des installations nucléaires en France
La résistance au séisme des installations nucléaires en France qualifie la faculté de ces installations à résister à l’ensemble des risques sismiques en France sans dégâts susceptibles d'affecter l'une des fonctions de sûreté d'une installation nucléaire : arrêt de la réaction nucléaire, évacuation de la puissance résiduelle ou confinement des matières nucléaires.
La tenue au séisme des installations nucléaires est prise en compte dès leur conception et fait l’objet d’une réévaluation périodique, tous les dix ans en ce qui concerne les centrales nucléaires électrogènes, afin de tenir compte d’une part de l’évolution des connaissances en matière de séismes et d’autre part de l’évolution des méthodes de dimensionnement des ouvrages. Les normes de références évoluent elles-mêmes. La méthode de définition du séisme maximum de sécurité (SMS) et de son spectre associé est décrite dans la règle RFS 2001-01. Il s’agit d’abord d’identifier le séisme maximum historique vraisemblable, à partir de la base historique de connaissances des séismes en France qui s’étend sur plus de mille ans, mais aussi en prenant en compte les paléoséismes qui ont pu être découverts à partir de traces géologiques. Le dimensionnement des ouvrages fait quant à lui l’objet d’un guide élaboré par l’ASN et diffusé en 2006, le guide ASN/2/01, sur la base du spectre d'accélération associé au séisme maximal, avec un minimum forfaitaire de 0,1 g.
Le propriétaire de l’installation nucléaire est responsable de cette tenue au séisme. Il est contrôlé par l’Autorité de sûreté nucléaire (ASN) après avis de l’Institut de radioprotection et de sûreté nucléaire (IRSN).
Les réexamens de sûreté donnent lieu à la réalisation de travaux pour toutes les centrales où le référentiel de sûreté, réévalué en fonction des connaissances du moment, serait susceptible de ne pas être respecté en cas de fort séisme, et ce malgré une forte marge de sécurité, dû au principe même de la méthode de dimensionnement.

## L’aléa sismique

### Mécanisme du séisme

Les trois grands types de failles des séismes tectoniques
A. Décrochement
B. Faille normale
C. Faille inverse

Un séisme est une secousse plus ou moins violente du sol d'origine naturelle ou quelquefois artificielle. Il peut s'agir d'un séisme qualifié de superficiel lorsque le foyer, point d'où partent les ondes sismiques, est situé à faible profondeur (quelques kilomètres), ou d'un séisme profond lorsque celui-ci est situé à grande profondeur (plusieurs dizaines, voire centaines de kilomètres). On distingue trois catégories de séismes selon les phénomènes qui les ont engendrés : les séismes tectoniques, les séismes d'origine volcanique et les séismes d'origine artificielle.
Les séismes tectoniques sont générés par le déplacement de plaques qui constituent la croûte terrestre au niveau d'une faille ou d'un segment de faille (séismes tectoniques). Les failles normales se situent dans des zones où les plaques tectoniques ont tendance à s'éloigner et à l'inverse les failles inverses se situent dans des zones de compression. Ces deux types de failles génèrent des déplacements verticaux appelés rejets. Des déplacements horizontaux sont possibles en cas de failles décrochantes, les deux plaques se déplaçant parallèlement à la faille. On distingue les séismes inter-plaques qui concernent deux plaques différentes et les séismes intra-plaque qui peuvent se produire à l'intérieur d'une même plaque, correspondant à des ajustements de pression. La France est concernée par ces derniers.
Les séismes d'origine volcanique résultent de l'accumulation de magma dans la chambre magmatique d'un volcan. Les sismographes enregistrent alors une multitude de microséismes (trémor) dus à des ruptures dans les roches comprimées ou au dégazage du magma). La remontée progressive des hypocentres (liée à la remontée du magma) est un indice prouvant que le volcan est en phase de réveil et qu'une éruption est imminente.
Les séismes d'origine artificielle ou « séismes induits » de faible à moyenne magnitude sont dus à certaines activités humaines telles que barrages, pompages profonds, extraction minière, explosions souterraines ou nucléaires. Ils sont fréquents et bien documentés depuis les années 1960-1970,.

### Mesure des séismes
Deux indicateurs permettent de qualifier l'importance d'un séisme : la magnitude de Richter et l'intensité macrosismique.
La magnitude d'un séisme (notée M) est un chiffre sans dimension, représentant l’énergie libérée lors de la rupture. La magnitude est unique pour un séisme et indépendante du lieu d’observation. 
La définition originale donnée par Richter en 1935, appelée désormais magnitude locale ou {\displaystyle M_{l}}, est une échelle logarithmique simple de la forme :{\displaystyle M_{l}=\log(A)-\log(A_{0})+c\times \log(\Delta )} où {\displaystyle A} représente l'amplitude maximale mesurée sur le sismogramme, {\displaystyle A_{0}} est une amplitude de référence correspondant à un séisme de magnitude 0 à 100 km, {\displaystyle \Delta } est la distance épicentrale (km) et {\displaystyle c} est une constante de calibration. En raison de ce caractère logarithmique, lorsque l'amplitude du déplacement du sol est multipliée par 10, la magnitude augmente d'une unité. Ainsi, un séisme de magnitude 7 provoquera un déplacement du sol dix fois plus important qu'un événement de magnitude 6, cent fois plus important qu'un de magnitude 5. Plusieurs valeurs peuvent être ainsi calculées (Magnitude locale {\displaystyle M_{L}}, de durée {\displaystyle M_{D}}, des ondes de surfaces {\displaystyle M_{S}}, des ondes de volumes {\displaystyle M_{B}}). Mais ces différentes valeurs ne sont pas très fiables dans le cas des très grands tremblements de terre. Les sismologues eux préfèrent la magnitude de moment (notée {\displaystyle M_{W}}) qui est directement reliée à l'énergie libérée lors du séisme.
L'intensité macrosismique, est estimée par observation des désordres sur les bâtiments et les infrastructures, ainsi que par la perception du séisme par la population. Elle est représentée par une échelle qui comprend douze niveaux. l'échelle MSK, publiée en 1964 par Medvedev, Sponheuer et Karnik (modifiée en 1981) fut la première à introduire des précisions sur les ouvrages. Elle a été utilisée jusqu'en 1992 où elle a été remplacée par l'Échelle macrosismique européenne, qui elle-même a été amendée en 1998 sous la terminologie EMS98. Au contraire de la magnitude, pour un même séisme, l’intensité macrosismique varie dans l’espace en fonction de la distance à l’épicentre et des phénomènes annexes, tels que l’atténuation ou l’amplification des ondes sismiques par des effets de site.

### Effets des séismes
Les effets produits par les séismes sont de plusieurs ordres. Les secousses peuvent dans un premier temps déstabiliser des blocs ou pans de terrains ou de versants entrainant leur glissement ou leur affaissement. Certains sols, comme des sables gorgés d'eau, peuvent sous certaines sollicitations très fortes perdre leur cohésion interne et se liquéfier. Les bâtiments se trouvant en surface peuvent ainsi subir des affaissements de leur terrain d'assise du fait de la liquéfaction de ces sols en profondeur. Un séisme peut aussi déclencher une ou des avalanches en déstabilisant la cohésion du manteau neigeux en surface. Enfin les séismes se produisant en mer peuvent produire un raz-de-marée ou tsunami. Selon l'importance du séisme, la vague peut être plus ou moins grande et se propager sur un océan entier.

## L’aléa sismique en France
La France, à l’exception des Antilles, est un pays dont la sismicité est classée de très faible (niveau 1/5) à moyenne (niveau 4/5) selon le nouveau zonage sismique de la France. Les séismes y sont toutefois relativement fréquents et le risque sismique doit être pris en compte. Chaque année, le territoire français est soumis à une centaine de séismes d’une magnitude supérieure à 3 et une vingtaine de magnitude supérieure à 3,5, alors que plusieurs milliers sont recensés dans l’ensemble du bassin méditerranéen. En termes d’intensités, permettant une bonne comparaison des dommages, les séismes les plus fréquents s’échelonnent entre I et V. Dans ce cas, même les constructions ordinaires ne sont pas endommagées.
Aux Antilles, la sismicité est plus forte (niveau 5/5) et ce risque y est reconnu comme l’un des risques majeurs naturels avec les cyclones et le volcanisme (avec aussi leurs conséquences: mouvements de terrain, inondations, houle cyclonique et tsunamis),. Plusieurs séismes destructeurs s’y sont produits notamment celui du 11 janvier 1839 (plus de 300 morts en Martinique) et celui du 8 février 1843 (plus de 3 000 morts en Guadeloupe). 

La Réunion est classée en zone à faible risque.

Saint Pierre et Miquelon et la Guyane sont classés en zone à très faible risque, Mayotte en zone à risque modéré.

La Polynésie française est située dans une zone intraplaque et connaît une sismicité faible à modérée, mais est exposée aux tsunamis consécutifs aux très forts séismes possibles sur tout le pourtour Pacifique. 

La Nouvelle-Calédonie se trouve au voisinage de la zone de subduction des Nouvelles-Hébrides (la plaque australienne plonge sous le bassin Nord Fidjien), où règne une activité sismique intense. 

Enfin, les îles de Wallis et Futuna sont localisées à proximité de la zone de subduction des Tonga et du Bassin de Lau où règne une sismicité importante.

### Données historiques
La connaissance de la sismicité historique en France repose sur une analyse documentaire d'archives historiques. Tous les documents susceptibles de fournir des informations sont analysés : des chroniques du Haut Moyen Âge au simple Livre de raison du XVe siècle écrit par un scribe, des annotations des registres paroissiaux aux premières discussions scientifiques, de la presse ancienne à l’actuelle, des premiers catalogues de séismes du XIXe siècle aux publications scientifiques récentes. L'analyse de ces différents documents conduit à définir pour chaque événement un épicentre et une intensité associée.
Les données sont rassemblées dans une base accessible par Internet, dénommée Sisfrance. Cet inventaire, géré par le BRGM, associé à EDF et à l'IRSN, rassemble tous les séismes identifiés à ce jour sur le territoire national et sur ses marges frontalières depuis plus de 1 000 ans. Environ 6 000 séismes sont répertoriés, le plus ancien datant de l’an 465 dans la vallée du Rhône. Créée en 1976 et continuellement actualisée, il s'agit actuellement de la plus importante base de données de ce type au niveau européen. Elle comprend plus de 10 000 références documentaires et détaille plus de 100 000 observations (localités témoignant des effets d’une secousse). Elle est complétée par des bases de données spécifiques aux Antilles françaises et aux archipels des Mascareignes et des Comores.

### Zonage sismique
En France, l’évaluation de l’aléa sismique est définie par une carte de zonage sismique nationale réglementaire pour le bâti (hors nucléaire). Le territoire national est découpé en plusieurs zones en fonction des niveaux de sismicité possibles.

### Zonage sismo-tectonique

Zonage sismo-tectonique de 2006, utilisé par l’IRSN dans le cadre de ses travaux d’analyse des dossiers de sûreté des exploitants, effectués pour le compte des autorités

L'évaluation de l'aléa sismique en ce qui concerne les installations à risque spécial, et notamment les installations nucléaires, fait l'objet d'une évaluation spécifique par l'exploitant (voir RFS 2001-01 ci-après).
Pour caractériser précisément cet aléa sismique et effectuer, pour le compte de l'ASN, ses travaux d’analyse des dossiers de sûreté des exploitants nucléaires, l'IRSN utilise une carte de zonage sismo-tectonique : à partir de l'analyse des paramètres géologiques et sismologiques de l'ensemble des séismes et paléoséismes qui se sont historiquement produits, le territoire national a été découpé en zones considérées comme homogènes du point de vue de leur potentiel à générer des séismes. Dans chacune de ces zones, on considère que tous les séismes qui s’y sont produits peuvent s’y reproduire à l’avenir en n’importe quel endroit de la zone.
Cette carte évolue en fonction de la connaissance des séismes historiques et de la compréhension de leur mécanisme.

### Programme SIGMA
Pour faire évoluer les connaissances, un programme de recherche et développement sur la caractérisation des mouvements sismiques, SIGMA, pour Seismic Ground Motion Assessment, a été lancé en 2009 par EDF au niveau européen. Il associe divers industriels français et européens et va se poursuivre sur 5 ans, jusqu’en 2014. Des partenaires américains et/ou japonais seront également associés sur les questions méthodologiques.

## Défense des installations nucléaires face au risque sismique
Pour assurer la plus grande résistance au séisme des installations nucléaires, il convient d'abord de déterminer l'aléa sismique auquel est soumise l'installation puis de prendre des mesures de défense, dès la conception, afin que les trois fonctions de sûreté soient assurées en toute circonstance : la maîtrise de la réaction nucléaire, l'évacuation de la puissance et le confinement de la radioactivité. La défense en profondeur consiste en trois lignes successives. La première est la prévention contre les effets des événements naturels, par exemple à travers des digues pour le risque inondation ou des dispositifs de résistance des bâtiments et matériels pour le risque sismique. La seconde consiste en des parades matérielles à la défaillance des systèmes. Enfin, la troisième ligne de défense consiste en des parades pour faire face aux conséquences d'un éventuel accident.

## Cadre réglementaire des installations nucléaires

### Détermination de l’aléa sismique: la RFS 2001-01
La première règle visant à évaluer l’aléa sismique, dite règle RFS 1.2.c, a été établie en 1981 et avait été rédigée sur la base des données et connaissances de 1975. Une démarche visant à réviser cette règle sur la base des connaissances nouvelles a été engagée en 1997 par la Direction de la sûreté des installations nucléaires (DSIN). Un groupe de travail piloté par l'Institut de protection et de sûreté nucléaire (IPSN) a en particulier été mis en place et a produit un projet de règle le 16 novembre 2000 qui a ensuite été adopté par la DSIN le 16 mai 2001, sous la dénomination RFS 2001-01.
Cette règle fixe quatre étapes : la caractérisation géologique et sismique de la région étudiée, la détermination du séisme maximal historiquement vraisemblable (SMHV), puis celle du séisme majoré de sécurité (SMS) et enfin le calcul des mouvements de sols à prendre en compte tenant compte d’éventuelles relations d’atténuation.
Dans un premier temps, la tectonique et la sismicité de la région sur laquelle se trouve le site sont étudiées. Les alentours du site concerné sont subdivisés en zones dites sismotectoniques ayant un potentiel sismique homogène. Ensuite, le séisme maximal historiquement connu (SMHC) pour chaque zone est déterminé à partir d'un catalogue des événements sismiques recensés sur près de 1000 ans et, éventuellement les paléoséismes, à partir de recherches de traces géologiques ou morphologiques de séismes antérieurs à l'époque historique. Pour déterminer le "séisme maximal historiquement vraisemblable" ("SMHV") on compare le séisme maximal historiquement connu de la zone étudiée comme pouvant se produire à la verticale du site avec les SMHC des autres zones, supposés pouvoir se produire au point de la zone correspondante qui conduit à l’intensité au site la plus importante. La position des frontières sismotectoniques par rapport au site peut donc être très importante. Celui produisant les effets les plus importants est le SMHV. Il est défini par une magnitude, une distance et une profondeur du foyer.
Le séisme de référence dit "séisme majoré de sécurité" ("SMS") est obtenu en majorant la magnitude du SMHV d'un demi point,.
La quatrième étape consiste à calculer, pour le SMS, les mouvements sismiques au site considéré à partir de relations dites d'atténuation. Cette étape est nouvelle par rapport à l’ancienne règle et résulte de la compréhension de la notion d'« effets de site » qui agissent sur l’amplitude du mouvement sismique, sur sa durée et sur son contenu fréquentiel.
Dans la RFS 2001, la prise en compte des effets de site s’effectue par l’utilisation de lois d’atténuation de l’accélération spectrale incluant la caractérisation géologique des 30 premiers mètres de profondeur au niveau du site. L'AIEA distingue en particulier trois types de sols : les sols de types rochers avec une vitesse de propagation des ondes sismiques Vs > 1 100 m/s, les sols durs à moyens (300 m/s < Vs < 1 100 m/s) et les sols mous (Vs < 300 m/s). Dans le cas de sols très mous ne transmettant les ondes sismiques qu’à des vitesses très faibles ou en présence de géométrie particulière, une étude spécifique est préconisée,.
La règle RFS 2001-01 stipule que le spectre retenu par l'exploitant pour le dimensionnement de son installation ne pourra pas être inférieur à un spectre minimal forfaitaire calé en accélération à 0,1 g à la fréquence infinie. En fonction des conditions de site, les valeurs d'accélération de ce spectre sont définies par :
|                     | Vitesse des ondes de cisaillement inférieure à 800 m/s | Vitesse des ondes de cisaillement inférieure à 800 m/s | Vitesse des ondes de cisaillement inférieure à 800 m/s | Vitesse des ondes de cisaillement inférieure à 800 m/s | Vitesse des ondes de cisaillement inférieure à 800 m/s | Vitesse des ondes de cisaillement supérieure à 800 m/s | Vitesse des ondes de cisaillement supérieure à 800 m/s | Vitesse des ondes de cisaillement supérieure à 800 m/s | Vitesse des ondes de cisaillement supérieure à 800 m/s | Vitesse des ondes de cisaillement supérieure à 800 m/s |
| Fréquence           | 0,25 Hz                                                | 2,5 Hz                                                 | 8 Hz                                                   | 30 Hz                                                  | 33 Hz                                                  | 0,35 Hz                                                | 3,5 Hz                                                 | 9 Hz                                                   | 30 Hz                                                  | 33 Hz                                                  |
| Pseudo-accélération | 0,02 g                                                 | 0,21 g                                                 | 0,23 g                                                 | 0,1 g                                                  | 0,1 g                                                  | 0,02 g                                                 | 0,21 g                                                 | 0,23 g                                                 | 0,1 g                                                  | 0,1 g                                                  |
| ------------------- | ------------------------------------------------------ | ------------------------------------------------------ | ------------------------------------------------------ | ------------------------------------------------------ | ------------------------------------------------------ | ------------------------------------------------------ | ------------------------------------------------------ | ------------------------------------------------------ | ------------------------------------------------------ | ------------------------------------------------------ |

### Dimensionnement des ouvrages au séisme: le guide ASN 2/01
Le Guide ASN 2/01 définit la méthode de dimensionnement des ouvrages de génie civil des installations nucléaires de base. Ce document, diffusé en 2006 par l'Autorité de sûreté nucléaire (ASN) en remplacement d’une RFS antérieure, résulte d’un travail collectif de plusieurs années au sein d’un groupe de travail qui a réuni des experts français dans le domaine du génie parasismique. Il concerne toutes les installations nucléaires de base sauf celles relatives au stockage à long terme des déchets radioactifs.
La démarche d’étude sismique initiale permet de déterminer un spectre de dimensionnement (SDD), enveloppe du spectre de réponse propre au site, caractérisant le séisme majoré de sécurité (SMS). Il convient ensuite de prendre en compte l’interaction sol-structure, sauf dans le cas de sols de types rochers. Ces effets sont décomposés en interaction cinématique et interaction inertielle. L'interaction cinématique étudie en particulier comment le train d'ondes sismiques est modifié par la présence de la structure, celle-ci fût-elle sans masse. Dans les situations où le train d'ondes est à propagation verticale et la structure fondée en surface, il n'y a pas d'interaction cinématique.
La méthode de dimensionnement suit ensuite les étapes suivantes :
La structure est d’abord modélisée comme répondant dans le domaine du comportement élastique correspondant aux très petites déformations. Les pratiques d'ingénierie de modélisation des bâtiments ont considérablement évolué depuis la conception des premières tranches de 900 MW. La pratique courante était, principalement pour des raisons de capacité de calcul, de réduire un bâtiment à un modèle-brochette ("stick model"). Avec l’évolution des capacités des ordinateurs, les modélisations pour les deuxièmes visites décennales ont été faites en 2D et celles pour les récentes troisièmes visites décennales en 3D,.
Contrairement à la pratique d'ingénierie du bâtiment courant, on n'applique pas de coefficient de comportement avant d'entrer dans le processus de vérification. En ingénierie classique, on admet en effet un certain endommagement sous séisme. Sa valeur dépend du type de construction; elle est typiquement de l'ordre de 3. La pratique nucléaire est de la prendre égale à 1. En revanche les critères appliqués correspondent à des vérifications aux états-limites ultimes puisque le séisme est considéré comme une situation accidentelle. Des variations sur le chargement sismique couvrent enfin les incertitudes de modélisation.
Dans la conception des installations récentes les concepteurs s’intéressent aussi à des bâtiments et équipements conventionnels qui pourraient être responsables, par leur défaillance, de la dégradation de bâtiments et d’équipements importants pour la sûreté. Par exemple, en cas de séisme, un pont de manutention ne doit pas chuter sur ces derniers. IRSN Dossier d’information – mars 2003
Dès les années 1970, l’industrie nucléaire a par ailleurs commencé à travailler sur la question des marges de dimensionnement sous séisme. De nombreuses expériences ont été menées depuis. Et continuent à l’être. Le projet Smart-2008, par exemple, vise à soumettre la maquette d’un bâtiment nucléaire à l’échelle ¼, dimensionnée à 0,2 g à des mouvements sismiques par le biais d’une table vibrante (dénommée Azalée) simulant des mouvements sismiques d’intensité croissante de 0,05 g à 1 g.

### Instrumentation sismique: RFS 1.3 b
Depuis le début des années 1990, un réseau de mesures sismiques et un ensemble de récepteurs GPS ont été mis en place de manière temporaire ou définitive pour caractériser l’activité de certaines zones.
Les sites nucléaires sont équipés d'accéléromètres qui se déclenchent dès que le seuil de 0,01 g est dépassé, en conformité avec la référence de sécurité RFS 1.3 b du 8 juin 1984.

## Centrales nucléaires

### Palier 900 MWe

#### Séismes de référence
Les séismes maximaux de sécurité pris par EDF comme références pour les réexamens de sûreté des centrales nucléaires françaises étaient en 2001 les suivants.
| Nom de la centrale | Dép | n° INB  | Décret d'autorisation | Décret d'autorisation | Séisme maximum historique vraisemblable (SMHV) | Séisme maximum historique vraisemblable (SMHV) | Séisme maximum historique vraisemblable (SMHV) | Séisme maximum historique vraisemblable (SMHV) | Séisme maximum historique vraisemblable (SMHV) | Séisme majoré de Sécurité (SMS) | Séisme majoré de Sécurité (SMS) | Spectre de dimensionnement (SDD) INB | SDD site |
| Nom de la centrale | Dép | n° INB  | date                  | Intensité (MSK)       | Localisation épicentre                         | date                                           | magnitude                                      | Distance (km)                                  | Intensité (EMS)                                | Magnitude                       | Intensité                       | Spectre de dimensionnement (SDD) INB | SDD site |
| ------------------ | --- | ------- | --------------------- | --------------------- | ---------------------------------------------- | ---------------------------------------------- | ---------------------------------------------- | ---------------------------------------------- | ---------------------------------------------- | ------------------------------- | ------------------------------- | ------------------------------------ | -------- |
| Blayais            | 33  | 86      | 14 juin 1976          | VIII                  | Bouin (Marais Breton)                          | 25 janvier 1799                                | 6,0                                            | 41                                             | VII                                            | 6,5                             | VIII                            | 0,2 g                                | 0,2 g    |
| Blayais            | 33  | 110     | 5 février 1980        | VIII                  | Bouin (Marais Breton)                          | 25 janvier 1799                                | 6,0                                            | 41                                             | VII                                            | 6,5                             | VIII                            | 0,2 g                                | 0,2 g    |
| Bugey              | 1   | 45      | 27 juillet 1976       | VII                   | Belley                                         | 19 février 1822                                | 5,5                                            | 24                                             | VI-VII                                         | 6,0                             | VII-VIII                        | 0,1 g                                | 0,1 g    |
| Chinon             | 37  | 107     | 4 décembre 1979       | VIII                  | Langeais                                       | 7 septembre 1706                               | 5,0                                            | 9                                              | VII                                            | 5,5                             | VIII                            | 0,2 g                                | 0,2 g    |
| Chinon             | 37  | 132     | 7 octobre 1982        | VIII                  | Langeais                                       | 7 septembre 1706                               | 5,0                                            | 9                                              | VII                                            | 5,5                             | VIII                            | 0,2 g                                | 0,2 g    |
| Cruas              | 7   | 111-112 | 8 décembre 1980       | VIII-IX               | Châteauneuf-du-Rhône                           | 8 août 1873                                    | 4,7                                            | 4                                              | VII-VIII                                       | 5,2                             | VIII-IX                         | 0,2 g                                | 0,3 g    |
| Dampierre          | 45  | 84-85   | 14 juin 1976          | VI                    | Tigy                                           | 3 octobre 1933                                 | 4,4                                            | 8                                              | VI                                             | 4,9                             | VII                             | 0,2 g                                | 0,1 g    |
| Fessenheim         | 68  | 75      | 3 février 1972        | VIII                  | Bâle                                           | 18 octobre 1356                                | 6,0 à 6,2                                      | 34                                             | VII-VIII à VIII                                | 6,5 à 6,7                       | VIII-IX à IX                    | 0,2 g                                | 0,2 g    |
| Gravelines         | 59  | 96-97   | 24 octobre 1977       | VIII                  | Colchester-Peldon (Essex)                      | 22 avril 1884                                  | 4,9                                            | 6                                              | VII-VIII                                       | 5,4                             | VII-VIII                        | 0,2 g                                | 0,2 g    |
| Gravelines         | 59  | 122     | 18 décembre 1981      | VIII                  | Colchester-Peldon (Essex)                      | 22 avril 1884                                  | 4,9                                            | 6                                              | VII-VIII                                       | 5,4                             | VII-VIII                        | 0,2 g                                | 0,2 g    |
| Saint-Laurent      | 41  | 100     | 8 mars 1978           | VII                   | ???                                            | 5 août 1909                                    | 5,0                                            | 18                                             | VI                                             | 5,5                             | VII                             | 0,2 g                                | 0,1 g    |
| Saint-Laurent      | 41  | 46      | 22 novembre 1968      | VII                   | ???                                            | 5 août 1909                                    | 5,0                                            | 18                                             | VI                                             | 5,5                             | VII                             | 0,2 g                                | 0,1 g    |
| Tricastin          | 26  | 87-88   | 2 juillet 1976        | VIII                  | Châteauneuf-du-Rhône                           | 8 août 1873                                    | 4,7                                            | 4                                              | VII-VIII                                       | 5,2                             | VIII-IX                         | 0,2 g                                | 0,2 g    |

#### Réexamen de sûreté dans le cadre de la 3evisite décennale
La démarche et le processus de réexamen de sécurité ont été formalisés à l’occasion des réexamens de sûreté des réacteurs des paliers 900 et 1 300 MWe, dans le cadre de leurs arrêts pour deuxième visite décennale. Pour la VD3 l’impact de la réévaluation des spectres de sol caractérisant le Séisme Majoré de Sécurité (SMS) en application de la Règle Fondamentale de Sûreté (RFS) 2001-01 a d’abord été analysé. Ensuite une vérification du dimensionnement des ouvrages a été faite selon les dernières méthodes en vigueur. Par ailleurs, il a également été vérifié l’absence de risque d’agression par les salles des machines, non dimensionnées au séisme, sur les ouvrages voisins.
Les propositions faites par EDF en ce qui concerne les SMS et les spectres de sols associés ont été évaluées par l’IRSN et ont fait l’objet d’une décision de l’ASN en 2003. Cette dernière a ainsi fixé, les aléas sismiques à retenir pour les différents sites ou les compléments à prendre en compte pour les caractériser. Les conclusions des études effectuées par EDF, sur la base de ces nouvelles données de référence, ont été jugées acceptables par l’IRSN en 2008.
Pour garantir un comportement au séisme satisfaisant des structures et des matériels sur tous les sites en conformité avec cette réévaluation, EDF a en particulier défini un nombre important de modifications, notamment des renforcements d’ouvrages en béton armé, de charpentes métalliques et d’ancrages d’équipements. En 2011, à la suite de l'accident nucléaire de Fukushima, les évaluations complémentaires de sûreté ont permis de faire un nouveau contrôle des 19 centrales par rapport au séisme et de définir les marges de sécurité et d'éventuelles nouvelles améliorations.

##### Centrale nucléaire du Blayais
Le séisme de référence de la centrale du Blayais est le séisme de Bouin qui s’est produit en 1799 avec un spectre associé inférieur à 0,1 g. Dans son courrier du 2 juin 2003, l'ASN ne valide pas les observations de l'IRSN qui le réévaluait très largement à la hausse alors que la région du Bordelais est très peu sismique. Le spectre retenu est donc le spectre minimal forfaitaire de 0,1 g.

##### Centrale nucléaire de Bugey
Le séisme de référence de Bugey est le séisme de Belley qui s’est produit en 1822 et qui présentait, selon l'étude de EDF, une magnitude de 6,5 et une distance au foyer de 18,4 km. Dans le cadre du réexamen, une divergence apparait entre l'évaluation de EDF et celle de l'IRSN qui juge que des éléments nouveaux susceptibles de remettre en question le zonage doivent être pris en compte. Selon cet organisme le séisme de 1822 doit être ramené en bordure sud-ouest du Jura en limite de la zone sismo-tectonique de la centrale nucléaire (12 km). Dans sa décision du 2 juin 2003, l'ASN valide cette position et demande à EDF de redéfinir les SMHV et SMS correspondants et vérifier la structure sur ces nouvelles bases. Les travaux qui en résultent sont réalisés à l'occasion des troisièmes visites décennales.

##### Centrale nucléaire de Chinon
Le séisme de référence de Chinon retenu par EDF était le séisme de Langeais qui s’est produit le 7 septembre 1706 et qui présentait une magnitude de 5 et une distance au foyer de 9 km. Par courrier du 2 juin 2003, l'ASN demande à EDF de s'assurer que le SMS retenu enveloppe bien un SMHV calculé à partir d'un autre séisme de référence, celui de 1657, qui serait translaté à l'aplomb du site et pour lequel l'intensité épicentrale aura été fixée à VII-VIII et la profondeur à 4 km.

##### Centrale nucléaire de Cruas
Le 11 novembre 2019, un séisme de magnitude 5,4 sur l'échelle de Richter près de Montélimar provoque, par application des consignes d'incident "séisme événement" (Astreinte décisionnelle Nationale et des équipes Conduite) l'arrêt des  réacteurs 2, 3 et 4 (le réacteur 1 étant déjà à l'arrêt) pour un contrôle des installations, "pour une durée indéterminée". L’ASN a demandé à EDF de vérifier si les valeurs enregistrées dépassaient les seuils à partir desquels un examen plus poussé des installations, nécessitant l’arrêt des réacteurs, est nécessaire. L’un de ces seuils a été atteint sur la centrale de Cruas-Meysse en un seul point (sur les 5 - seuil de contrôle approfondi, environ 8 fois inférieur au seuil de sûreté), ce qui a conduit EDF à décider d’arrêter les réacteurs de ce site. L’ASN sera chargée de valider les informations transmises par l'exploitant (EDF) quand ces réacteurs pourront redémarrer.

##### Centrale nucléaire de Dampierre
Le séisme de référence associé à la centrale de Dampierre est le séisme de Tigy, situé sur la zone sismotectonique dénommée « sous-bloc Biturige », qui s’est produit le 3 octobre 1933. Le séisme maximum historiquement vraisemblable (SMHV) est un séisme similaire à ce séisme de référence se produisant au droit du site de la centrale, d'intensité VI MSK et de magnitude 4,4. Par déduction, le séisme majoré de sécurité (SMS) est de d'intensité VII MSK et de magnitude 4,9. Après application d'un coefficient de sol correspondant à un sol moyen, le spectre de sol caractérisant la réponse du sol à un tel séisme peut être établi. Le pic d'accélération s'établit, selon l'évaluation complémentaire de sécurité de 2011, à 0,18 g pour le SMS, soit une vitesse de 7 cm/s. Le spectre associé à la SMS était évalué en 2003 à 0,17 g par EDF à 0,21 g par l'IRSN. Dans son courrier du 2 juin 2003, l'ASN a validé les conclusions de EDF en retenant une accélération de 0,17 g comme vérification pour le dimensionnement.
Les centrales nucléaires ayant été construites par paliers, à savoir sur des bases identiques de conception, le spectre retenu pour le dimensionnement de toutes les centrales d'un même palier est identique, quel que soit le lieu. Pour le palier CPY, la forme spectrale utilisée était celle dite "du spectre EDF" définie comme la moyenne lissée du spectre de 8 accélérogrammes enregistrés lors de 5 séismes d'origine californienne. L'îlot nucléaire de Dampierre a ainsi été conçu sur la base d'un spectre normé à 0,2 g à période nulle. Pour les ouvrages de site hors îlot, un spectre normé à 0,1 g a été retenu. L'évaluation complémentaire de sûreté de Dampierre réalisée en 2011 montre que le spectre EDF (SMD) enveloppe bien le spectre du SMS sur la gamme de fréquences 1-6 Hz, mais que l'on peut constater un léger dépassement autour des 10 Hz. Celui-ci n'induit toutefois aucun impact significatif, compte tenu des méthodes de calcul de l'époque, très largement sécuritaires.

##### Centrale nucléaire de Fessenheim
Le séisme de référence est le Tremblement de terre de Bâle de 1356 dont la magnitude estimée, sur la base de l'étude de chroniques religieuses de l'époque, est de 6,0 (estimation française) ou de 6,9 (estimations suisses et allemandes) sur l'échelle de Richter.
En 2007, les cantons suisses de Bâle et du Jura ont mandaté le bureau d’études suisse « Résonance » pour évaluer la pertinence de la prise en compte du risque sismique de la centrale nucléaire de Fessenheim par l’opérateur et les autorités de contrôle françaises. Celui-ci aboutit à la conclusion d’une forte sous-estimation du niveau d’évaluation de la magnitude du séisme de référence tant par EDF que, dans une moindre mesure, par l’IRSN. Il critique par ailleurs l’utilisation d’une méthode déterministe préconisée par la méthodologie française alors qu’au niveau international ce sont souvent des méthodes probabilistes qui sont employées.
La magnitude évaluée par l'IRSN en 2002 est de 6,0. Le bureau d’études suisse fait valoir que le catalogue allemand en vigueur en 2007 attribue à ce séisme une magnitude de 6,6 et le catalogue suisse une magnitude de 6,9. Il fait en particulier référence à l’étude Pegasos, menée en Suisse de 2002 à 2004 et ayant pour objectif la détermination probabiliste de l'aléa sismique des quatre sites nucléaires en Suisse, qui aboutit à cette évaluation de 6,9.
En réponse l’IRSN affirme que l’estimation d’une magnitude de 6,0 est conforme aux connaissances de l’époque (2001). Dans son « avis sur le rapport Résonance » publié en 2008, l’IRSN mentionne différentes études et colloques qui ont été faits depuis, en particulier l’évaluation publiée par Bakun & Scotti en 2006. Sur ces nouvelles bases, l’IRSN a été conduit à revoir l’évaluation de cette magnitude à la hausse en mars 2008, désormais fixée à 6,8. EDF reste toujours fixé sur une évaluation à 6,1.
Concernant la critique de la méthode française d’évaluation de l’aléa sismique, l’IRSN répond que les deux approches sont complémentaires et pas contradictoires. Dans une approche déterministe, « on s’intéresse principalement aux séismes connus les plus importants et aux mouvements du sol qu’ils génèreraient sur le site étudié, si ces séismes se produisaient à proximité du site. Dans l’approche probabiliste, on tient compte de la fréquence des séismes en fonction de leur magnitude, ce qui permet de définir l’aléa sous la forme d’une probabilité de dépasser un niveau donné de mouvement du sol (par exemple l’accélération du sol). Les deux approches nécessitent les mêmes données de base, à savoir un catalogue de sismicité qui recense les séismes (magnitude et localisation) passés dans la région étudiée. »
Concernant le dimensionnement des ouvrages, il existerait toutefois une marge de sécurité importante, de l’ordre d’un facteur 2 voire plus, par rapport au séisme de dimensionnement, du fait de la méthode de dimensionnement « élastique » employée à l’époque. Le bureau d’études suisse fait, sur cet aspect, en particulier référence au séisme Chuetsu-oki du 16 juillet 2007 qui a affecté la centrale de Kashiwazaki-Kariwa, dimensionnée selon la même méthode, et qui a subi sans dommages une sollicitation sismique environ deux fois plus forte que celle prise en compte lors de son dimensionnement .

##### Centrale nucléaire de Gravelines
Deux séismes de forte magnitude ont été enregistrés dans ses environs les 10 dernières années. Le 22 mai 2015 à 1 h 52 UTC), un séisme de 4,2 ML, à 12 km de profondeur s'est produit proche de Ramsgate du côté britannique de la Mer du Nord, à 50 km au nord-Ouest de la centrale. Les autorités sismiques ont reçu des alertes jusqu'à 200 km autour de ce point, la majorité des alertes se situant dans un rayon de 75 km atour de l'épicentre. Le précédent de cette ampleur avait eu lieu le 28 avril 2007, vers Folkestone, à 29 km au Sud-Ouest de ce point, 68 km de graveline avec une magnitude de 4,2 ML également. C'était alors le plus important du Royaume-Uni en un siècle.

#### Anomalies génériques au palier

##### Tenue au séisme des réservoirs ASG et PTR
Une anomalie de conception affectant la tenue à un séisme de forte intensité des réservoirs PTR et ASG des centrales de Bugey et de Fessenheim a été détectée en 2000. Après une étude plus générale, EDF a informé l'ASN le 14 octobre 2002 que ce défaut affectait également les centrales du Blayais, de Chinon, de Dampierre, de Saint-Laurent et du Tricastin.
Le réservoir PTR contient de l'eau fortement borée destinée à alimenter la piscine de désactivation. Il sert aussi au refroidissement du cœur du réacteur dans certaines situations accidentelles en alimentant le système d'injection de sécurité (RIS) ou le système d'aspersion de l'enceinte (EAS). Le réservoir ASG (alimentation de secours des générateurs de vapeur) alimente les générateurs de vapeur en cas d’indisponibilité de l’alimentation normale et lors des phases d’arrêt et de démarrage de la centrale. Ainsi la perte de ces réservoirs pourrait affecter sévèrement le système de refroidissement de la centrale en cas d'accident.
Cette anomalie de conception a été classée par l’ASN, au niveau 1 "Anomalie sortant du régime de fonctionnement autorisé", de l’échelle INES (Échelle internationale des événements nucléaires) qui compte 7 niveaux .
Les réservoirs ASG et PTR des réacteurs de Fessenheim et de Bugey ont été réparés en 2002. Les réservoirs ASG des réacteurs de Dampierre et de Saint-Laurent ont été remis en conformité en 2004. Les travaux nécessaires sur les réservoirs PTR et ASG des réacteurs de Chinon, Blayais et Tricastin se sont terminés en décembre 2005
.

### Palier 1300 MWe

#### Séismes de référence
Les séismes maximaux de sécurité pris comme références pour les réexamens de sûreté des centrales nucléaires françaises étaient en 2001 les suivants.
| Nom de la centrale | Dép | n° INB      | Décret d'autorisation | Décret d'autorisation | Séisme maximum historique vraisemblable (SMHV) | Séisme maximum historique vraisemblable (SMHV) | Séisme maximum historique vraisemblable (SMHV) | Séisme maximum historique vraisemblable (SMHV) | Séisme maximum historique vraisemblable (SMHV) | Séisme maximum de Sécurité (SMS) | Séisme maximum de Sécurité (SMS) |
| Nom de la centrale | Dép | n° INB      | date                  | Intensité (MSK)       | localisation épicentre                         | date                                           | magnitude                                      | Distance (km)                                  | Intensité (EMS)                                | Magnitude                        | Intensité                        |
| ------------------ | --- | ----------- | --------------------- | --------------------- | ---------------------------------------------- | ---------------------------------------------- | ---------------------------------------------- | ---------------------------------------------- | ---------------------------------------------- | -------------------------------- | -------------------------------- |
| Belleville         | 18  | 127-128     | 15 septembre 1982     | VII                   | ???                                            | 17 juillet 1079                                | 5.3                                            | 32                                             | VI                                             | 5.8                              | VII                              |
| Cattenom           | 57  | 124-125-126 | 24 juin 1982          | VII                   | ??                                             | 20 février 1691                                | 4.9                                            | 15                                             | VI                                             | 5.4                              | VII                              |
| Cattenom           | 57  | 137         | 29 février 1984       | VII                   | ??                                             | 20 février 1691                                | 4.9                                            | 15                                             | VI                                             | 5.4                              | VII                              |
| Flamanville        | 50  | 108-109     | 21 décembre 1979      | VIII                  | Jersey                                         | 30 juillet 1926                                | 5.2                                            | 19                                             | VI-VII                                         | 5.7                              | VII-VIII                         |
| Golfech            | 82  | 135         | 3 mars 1983           | VII                   | ??                                             | 7 mars 1743                                    | 5.3                                            | 28                                             | VI                                             | 5.8                              | VII                              |
| Golfech            | 82  | 142         | 31 juillet 1985       | VII                   | ??                                             | 7 mars 1743                                    | 5.3                                            | 28                                             | VI                                             | 5.8                              | VII                              |
| Nogent             | 10  | 129-130     | 28 août 1982          | VII                   | Pas de Calais                                  | 6 avril 1580                                   | 6.0                                            | 182                                            | V                                              | 6.5                              | VI                               |
| Paluel             | 76  | 103-104     | 10 novembre 1978      | VII-VIII              | Veules (Pays de Caux)                          | 1er décembre 1769                              | 4.8                                            | 10                                             | VI-VII                                         | 5.3                              | VII-VIII                         |
| Penly              | 76  | 140         | 9 octobre 1984        | VII-VIII              | Wavignies ( Beauvaisis)                        | 30 avril 1756                                  | 4.8                                            | 14                                             | VI                                             | 5.3                              | VII                              |
| Saint-Alban        | 38  | 119-120     | 12 novembre 1981      | VIII                  | Moras-en-Valloire (Bas plateau dauphinois)     | 24 juin 1878                                   | 4.7                                            | 19                                             | V-VI                                           | 5.2                              | VI-VII                           |

### Palier 1450 MWe

#### Séismes de référence
Les séismes maximaux de sécurité pris comme références pour les réexamens de sûreté des centrales nucléaires françaises étaient en 2001 les suivants.
| Nom de la centrale | Dép | n° INB  | Décret d'autorisation | Décret d'autorisation | Séisme maximum historique vraisemblable (SMHV) | Séisme maximum historique vraisemblable (SMHV) | Séisme maximum historique vraisemblable (SMHV) | Séisme maximum historique vraisemblable (SMHV) | Séisme maximum historique vraisemblable (SMHV) | Séisme maximum de Sécurité (SMS) | Séisme maximum de Sécurité (SMS) |
| Nom de la centrale | Dép | n° INB  | date                  | Intensité (MSK)       | localisation épicentre                         | date                                           | magnitude                                      | Distance (km)                                  | Intensité (EMS)                                | Magnitude                        | Intensité                        |
| ------------------ | --- | ------- | --------------------- | --------------------- | ---------------------------------------------- | ---------------------------------------------- | ---------------------------------------------- | ---------------------------------------------- | ---------------------------------------------- | -------------------------------- | -------------------------------- |
| Chooz              | 8   | 139     | 09.10.84              | VII-VIII              | Pas de Calais                                  | 06/04/1580                                     | 6.0                                            | 53                                             | VI-VII                                         | 6.5                              | VII-VIII                         |
| Civaux             | 86  | 158-159 | 06.12.93              | VII-VIII              | ??                                             | 11.03.1704                                     | 5.1                                            | 10                                             | VII                                            | 5.6                              | VIII                             |

### Travaux d’amélioration
Avec l’évolution des connaissances et la modélisation en laboratoire, des anomalies génériques à l’ensemble des installations d’un même palier sont périodiquement détectées tant à l'occasion des réexamens de sûreté que ponctuellement. Des travaux sont alors réalisés pour préserver les marges de sécurité du dimensionnement des structures.
Près de 500 millions d’euros ont ainsi été investis par EDF depuis les premières visites décennales. Ces dépenses se répartissent comme suit :
- 115 M€ : 2e visite décennale 1 300 MW
- 150 M€ : 3e visite décennale 900 MW (dont 90 M€ pour Bugey et 5 M€ pour le Tricastin)
- 110 M€ : autres actions
- 70 M€ : Ingénierie EDF
- 60 M€ : Recherche et développement.